# Société française de chirurgie digestive
La Société française de chirurgie digestive est une société savante française fondée en 1986. 